# Ambrostoma chinkinyui
Ambrostoma chinkinyui is een keversoort uit de familie bladkevers (Chrysomelidae). De wetenschappelijke naam van de soort werd in 1995 gepubliceerd door Kimoto & Osawa.